# Contarinia orientalis
Contarinia orientalis är en tvåvingeart som först beskrevs av Rao och Sharma 1977.  Contarinia orientalis ingår i släktet Contarinia och familjen gallmyggor. Inga underarter finns listade i Catalogue of Life.